# Leksand
Leksand ist ein Ort (tätort) in der schwedischen Provinz Dalarnas län und der historischen Provinz Dalarna. Der Hauptort der gleichnamigen Gemeinde liegt am südlichen Ende des Sees Siljan, wo der Österdalälven aus dem See abfließt.
Leksand ist ein Fremdenverkehrsort und Verwaltungszentrum. Neben der Kommunalverwaltung befindet sich auch ein Teil der Verwaltung des Provinziallandtages in Leksand.
Bekannt ist der kleine Ort vor allem wegen seiner Eishockey-Mannschaft Leksands IF, die in den Jahren 1969, 1973, 1974 und 1975 jeweils schwedischer Eishockey-Meister wurde. In den letzten Jahren hat sich der Klub zu einer „Fahrstuhl-Mannschaft“ zwischen der 1. Liga (Svenska Hockeyligan) und der 2. Liga (Allsvenskan) entwickelt.
Zur Bekanntheit hat weiterhin die gleichnamige 1920 gegründete Knäckebrotfabrik beigetragen, deren Spezialität rundes und dreieckiges Knäckebrot mit dem Dalapferd auf der Verpackung ist. Es ist nach eigenen Angaben die zweitgrößte – nach Wasabröd – Knäckebrotfabrik Schwedens.

## Verkehr
Leksand hat eine Bahnstation an der Bahnstrecke Rättvik–Borlänge.

## Persönlichkeiten
- Fredrik Sterner (* 1978), Snowboarder
- Magnus Sterner (* 1979), Snowboarder
- Mikael Sandy (* 1982), Snowboarder
- Kristian Matsson (* 1983), Musiker
- Sara Junevik (* 2000), Schwimmerin